# فیسویل (جورجیا)
فیسویل (به انگلیسی: Faceville) یک منطقهٔ مسکونی در ایالات متحده آمریکا است که در شهرستان دکاتور، جورجیا واقع شده‌است. فیسویل ۹۲٫۹۷ متر بالاتر از سطح دریا واقع شده‌است.